# Winthemia abdominalis
Winthemia abdominalis là một loài ruồi trong họ Tachinidae.